# Leye
Leye (em chinês tradicional: 樂業縣; chinês simplificado: 乐业县; pinyin:  Lèyè Xiàn; zhuang:Lozyez Yen) é um condado da Baise, localidade situada ao noroeste da Regiao Autónoma Zhuang de Quancim, na República Popular da China. Ocupa uma área total de 2.617 Km². Segundo dados de 2010, Leye possuí 167 100 habitantes, 50.09% das pessoas que pertencem ao grupo étnico Zhuang.